# Hypena calligraphalis
Hypena calligraphalis är en fjärilsart som beskrevs av Walter Karl Johann Roepke 1948. Hypena calligraphalis ingår i släktet Hypena och familjen nattflyn. Inga underarter finns listade i Catalogue of Life.